# Список керівників держав 603 року
Список керівників держав 603 року — це перелік правителів країн світу 603 року.
Список керівників держав 602 року — 603 рік — Список керівників держав 604 року — Список керівників держав за роками

## Європа
- Абазгія — Фініктіос (600—610)
- Аварський каганат — Баян II (602—617)
- Айлех — Колман Рімід мак Баетан (580-604)
- Айргіалла — Аед мак Колган (598—606)
- Королівство Східна Англія — Редвальд (593—624)
- Арморика — Хоель III (594—612)
- Герцогство Баварія — Тассілон I (593/595—610)
- Брихейніог — Ідваллон ап Лліварх (580—620)
- Берніція — Етельфріт (593—604)
- Бро-Гвенед (Бретонь) — Канао II (594—605)
- король вестготів — Ліува II (601-603); Віттеріх (603—610)
- Вессекс — Келвульф (597—611)
- Візантійська імперія — Фока (602—610)
  - Равеннський екзархат — Каллінік (598—603); Смарагд (603—611)
- Королівство Гвент — Атруіс ап Меуріг (590—610)
- Королівство Гвінед — Яго ап Белі (599-616)
- Дал Ріада — Айдан Мак Габраін (574—608)
- Дейра (королівство) — Етельрік (588-604)
- Дівед — Артуїр (595—615)
- Думнонія — Бледрик ап Костянтин (598—613)
- Елмет — Керетіг (590—616)
- Королівство Ессекс — Следда (587—604)
- Іберійське князівство — Стефаноз I (591—627)
- Ірландія — верховний король Аед Варіднах (601-607)
- Кайр-Гвендолеу — Араун ап Кінварх (573—630)
- Король лангобардів — Агілульф (590-616)
  - Герцогство Беневентське — Арехіз I (591—641)
  - Сполетське герцогство — Теоделап Сполетський (602—652)
  - Герцогство Фріульське — Гізульф II (591—611)
- Ленстер — Брандуб мак Ехах (597—605/608)
  - Мерсія — Пібба (593—606/615)
- Морганнуг — Ерб ап Ербіг (595—610)
- Коннахт — Маел Котад МакМаеле Ума (602—622)
- Мунстер — Фінген мак Аедо Дуйб (601-618)
- Король піктів — Нехтон II (597—620/621)
- Королівство Повіс — Кінан Білоногий (582-602/610)
- Регед Північний — Рун (597—616) Південний — Лліварх Старий (560—608?)
- Королівство Сассекс — Кінебальд (593—610/620)
- Стратклайд — Ріддерх Гейл (580-613)
- Улад — Фіахне мак Баетайн (588-626)
- Уснех — Фергус мак Колмайн (600—618)
- Франкське королівство:
  - Австразія — Теодеберт II (595—612)
  - Франкське королівство Бургундія — Теодеберт II (596—612)
  - Нейстрія — Хлотар II (584—629)
  - Герцогство Васконія — Женіал (602—626)
- Фризьке королівство — Аудульф (600 — ?)
- Швеція — Сьйольве (600-615)
- Святий Престол — папа римський — Григорій I (590—604)
- Вселенський патріарх — Киріак (595—606)

## Азія
- Близький Схід:
- Гассаніди — Аль-Айхам VII ібн Джабала(? — 615)
- Кавказька Албанія — марзпанство Персії (до 636)
- Індія:
  - Династія Вішнукундіна — Мадхав Варма IV (573—621)
  - Західні Ганги — Мушкара (579—604)
  - Гаудадеша — Шашанка (600-625)
  - Пізні Гупти — Мадавагупта (601-655)
  - Камарупа — Бхаскарварман (600—650)
  - Династія Майтрака — Сіладітія I (595—615)
  - Династія Паллавів — Махендраварман I (571—630)
  - Держава Пандья — Мараварман Авані Куламані (590—620)
  - Раджарата — раджа Аггабодхі II (598-608)
  - Чалук'я — Мангалеша (597—609)
- Індонезія:
  - Тарума — Кертаварман (561—628)
- Китай:
  - Династія Суй — Ян Цзянь (581—604)
  - Туюхун (Тогон) — Муюн Фуюнь (597—635)
- Корея:
  - Когурьо — тхеван (король) Йонянхо (590—618)
  - Пекче — король Му (600—641)
  - Сілла — ісагим (король) Чинпхьон (579—632)
- Паган — король Хтун Шит (598—613)
- Персія:
  - Держава Сасанідів — шахіншах Хосров II Парвіз (591-628)
- Середня Азія — Тюркський каганат — Кара-Чурин-Тюрк (599-603). Розпад каганату.
  - Західний тюркський каганат — Нірі-каган (603—604)
  - Східний тюркський каганат — Ямі-каган (603—609)
- Ченла — Махендраварман (600-610)
- Японія — Імператор Суйко (593-628)

## Африка
- Аксумське царство — Герсем (600-614)
- Африканський екзархат Візантійської імперії — Іраклій Старший (598—611)

## Північна Америка
- Мутульське царство — до 620-х невідомо
- Баакульське царство — Іш-Йоль-Ік'наль (583-604)
- Шукуупське царство — К'ак'-Уті'-Чан (578-628)